# Gotteszell
Gotteszell è un comune tedesco di 1 282 abitanti, situato nel land della Baviera.